# Gadożer krótkoskrzydły
Gadożer krótkoskrzydły (Circaetus fasciolatus) – gatunek dużego ptaka drapieżnego z rodziny jastrzębiowatych (Accipitridae). Występuje we wschodniej i południowo-wschodniej Afryce – od południowej Somalii i Kenii do północno-wschodniej RPA. Nie wyróżnia się podgatunków.
MorfologiaMa szarobrązową głowę, brązową klatkę piersiową i brzuch w biało-brązowe paski. Grzbiet i pokrywy skrzydłowe są czarne, a oczy, stopy i woskówka bladożółte. Osobniki tego gatunku osiągają długość 55–60 cm.
Ekologia i zachowanieŻyją na obszarach przybrzeżnych, w pobliżu zbiorników wodnych, pomiędzy równoleżnikami 2°N a 31°S, głównie na wysokościach od 0 do 1500 m n.p.m. Gadożery krótkoskrzydłe żywią się niewielkimi ssakami, żabami, owadami, jaszczurkami i wężami. Czasem polują też na kury.
Okres godowy trwa od lipca do października we wschodniej Afryce i od października do listopada w Afryce południowo-wschodniej. Samice składają jedno biało-zielone jajo. Okres inkubacji trwa od 49 do 51 dni.
StatusMiędzynarodowa Unia Ochrony Przyrody (IUCN) uznaje gadożera krótkoskrzydłego za gatunek bliski zagrożenia (NT – Near Threatened) nieprzerwanie od 1988 roku. Liczebność populacji szacuje się na 670–2000 dorosłych osobników. Trend liczebności populacji uznaje się za spadkowy.